# Radio París
Radio París es el nombre de 2 emisoras de radio francesas de diferentes épocas del siglo XX.

## Radio París 1924-1944
Radio París fue una emisora de radio francesa más conocida por sus transmisiones de propaganda del Eje en la Francia de Vichy durante la Segunda Guerra Mundial.
Radio París evolucionó de la primera emisora de radio privada en Francia, llamada Radiola, fundada en 1922. Se convirtió en Radio París el 29 de marzo de 1924, y pasó a propiedad estatal en diciembre de 1933 como la primera estación del país. Se mantuvo su nombre desde julio de 1940 hasta agosto de 1944, pero la estación fue dirigida por nazis y colaboradores franceses.
A partir de 1940, las voces colaboracionistas en Radio París incluyeron a Jacques Doriot y Philippe Henriot. A partir de 1942, Jean Hérold-Paquis difundió noticias diarias sobre Radio París, en las que llamaba regularmente a la "destrucción" del Reino Unido. Su frase fue "¡Inglaterra, como Cartago, debe ser destruida!", haciendo eco de la consigna Carthago delenda est, pronunciada originalmente por Catón el Viejo.
Sus emisiones fueron lanzadas directamente contra las emisiones de la BBC de Radio Londres por figuras francesas libres como Pierre Dac, quien cantó el refrán burlón, Radio Paris ment, Radio Paris ment, Radio Paris est allemand (Radio París miente, Radio París miente, Radio París es alemana), con la melodía de la canción hispano-mexicana La Cucaracha. El 8 de mayo de 1942 su transmisor en Bourges fue volado por la Resistencia.
La estación fue cerrada el 15 de agosto de 1944 por un comando de policía entrenado, como parte de la liberación de París.

## Radio París Internacional 1946-1976
Radio París o Radio París Internacional son los nombres con los que se conocieron en España las emisiones en español de la Radio Televisión Francesa (RTF) (conocida posteriormente como ORTF) durante la dictadura franquista.
A pesar de los intentos de interferir la frecuencia de emisión y/o realizar gestiones diplomáticas ante el gobierno francés para cerrar sus emisiones, Radio París continuó dando a conocer las noticias más importantes que se publicaban en los diarios de Francia sobre España. Los resúmenes informativos redactados y presentados por periodistas e intelectuales españoles, franceses y sudamericanos, y los programas de entrevistas a personalidades del mundo de la política y la cultura española e hispanoamericana, fueron una de las pocas alternativas al vacío informativo en la España de Franco. Las emisiones, salvo causas de fuerza mayor, se realizaban entre las 23 y 24 horas cada día. Fue, junto con Radio España Independiente - La Pirenaica, la más destacada emisora en español opuesta al franquismo.

### Historia
Las emisiones en español a través de Radio Francia Internacional se habían puesto en marcha tras terminar la Segunda Guerra Mundial con la derrota de la Alemania Nazi y como continuación a emisiones clandestinas en español que se realizaban por los maquis desde territorio francés en plena guerra. Los primeros años (de 1946 a 1951), la programación en español era semanal y, si la ocasión lo merecía, dos o tres días a la semana. Es a partir de 1951 cuando se adopta el formato que perviviría algo más de 25 años (hasta finales de 1976) con programa diario de una hora, basado en un boletín informativo que trataba aspectos generales de las noticias de España y Francia, con un contenido muy similar a como eran narradas para los propios ciudadanos franceses.
Los más importantes colaboradores de Radio París en Francia fueron los españoles Julián Antonio Ramírez Hernando y su esposa, conocida como Adelita del Campo (de nombre, Adela Carreras), quienes desarrollaban el grueso de la programación poniendo voz a la emisora.

### Participantes
Durante años la crónica política semanal estuvo a cargo de Salvador de Madariaga. Estuvieron presentes y fueron entrevistados para Radio París personajes destacados del exilio republicano español como Pablo Picasso, Santiago Carrillo o Rafael Alberti, pero no faltaron miembros del propio régimen franquista que, por posturas críticas con el mismo en algún momento, también accedieron a ser entrevistados como Joaquín Ruíz Giménez, miembros destacados de la Conferencia Episcopal Española partidarios del aperturismo (el cardenal Enrique y Tarancón) o activos miembros de la oposición al franquismo en el interior como Enrique Tierno Galván o Felipe González. También accedió a ser entrevistado el que luego sería rey de España, el príncipe Juan Carlos.
Escuchar Radio París u otra emisora no autorizada estaba prohibido y, hasta 1958, se podía ser condenado con pena de reclusión menor por ello, si bien no consta nadie juzgado ni condenado por este motivo. Sí que fueron arrestados muchos oyentes durante uno o más días, y sancionados de forma administrativa con multas e incautación de los receptores.
Las emisiones en español a través de Radio Francia Internacional continuaron y continúan, si bien el impacto social desapareció en el periodo de la transición democrática al establecerse en España la libertad de prensa.

### Teatro radiofónico
Uno de los capítulos sobresalientes de Radio París, según estudió Gerard Malgat, fueron las adaptaciones radiofónicas de piezas dramáticas, en su mayoría obra de autores en el exilio, como Max Aub, José Bergamín, Rafael Alberti, Julio Angulo, Joaquín Arderius, Manuel Azaña, Alejandro Casona, Jacinto Grau, María Martínez Sierra, Ezequiel Endériz, Antonio Porras, entre otros muchos. André Camp, director de las emisiones entre 1958 y 1968, era crítico teatral en revistas especializadas y sus hermanos fueron actores. Camp, Adelita del Campo y Ramírez fueron, con Madariaga, la base del equipo de producción y realización de aquel teatro radiofónico, casi siempre en colaboración con el Instituto de Cultura Hispánica de París.

### Devuélveme la voz
Las grabaciones conservadas de esta emisora han sido el objetivo de un proyecto de investigación de la Universidad de Alicante desarrollado por la Fonoteca del Servicio de Biblioteca y el Departamento de Humanidades Contemporáneas, con el apoyo del Servicio de Informática. El proyecto, denominado "Devuélveme la voz", ha recuperado un millar de grabaciones donadas por Julián Antonio Ramírez a la Universidad de Alicante a principios de los años 1990.